# Grand Prix Formule 1 van Spanje 1974
De Grand Prix Formule 1 van de Spanje 1974 werd gehouden op 28 april 1974 in Jarama.

## Uitslag
| Positie | Nr | Rijder               | Team              | Ronden | Tijd/Opgave      | Startplaats | Punten |
| ------- | -- | -------------------- | ----------------- | ------ | ---------------- | ----------- | ------ |
| 1       | 12 | Niki Lauda           | Ferrari           | 84     | 2:00:29.56       | 1           | 9      |
| 2       | 11 | Clay Regazzoni       | Ferrari           | 84     | + 35.61          | 3           | 6      |
| 3       | 5  | Emerson Fittipaldi   | McLaren-Ford      | 83     | + 1 Ronde        | 4           | 4      |
| 4       | 9  | Hans Joachim Stuck   | March-Ford        | 82     | + 2 Ronden       | 13          | 3      |
| 5       | 3  | Jody Scheckter       | Tyrrell-Ford      | 82     | + 2 Ronden       | 9           | 2      |
| 6       | 6  | Denny Hulme          | McLaren-Ford      | 82     | + 2 Ronden       | 8           | 1      |
| 7       | 16 | Brian Redman         | Shadow-Ford       | 81     | + 3 Ronden       | 21          |        |
| 8       | 4  | Patrick Depailler    | Tyrrell-Ford      | 81     | + 3 Ronden       | 16          |        |
| 9       | 33 | Mike Hailwood        | McLaren-Ford      | 81     | + 3 Ronden       | 17          |        |
| 10      | 24 | James Hunt           | Hesketh-Ford      | 81     | + 3 Ronden       | 10          |        |
| 11      | 28 | John Watson          | Brabham-Ford      | 80     | + 4 Ronden       | 15          |        |
| 12      | 15 | Henri Pescarolo      | BRM               | 80     | + 4 Ronden       | 20          |        |
| 13      | 18 | Carlos Pace          | Surtees-Ford      | 78     | + 6 Ronden       | 14          |        |
| 14      | 23 | Tim Schenken         | Trojan-Ford       | 76     | Spin             | 25          |        |
| NF      | 17 | Jean-Pierre Jarier   | Shadow-Ford       | 73     | Niet geklasseerd | 12          |        |
| NF      | 26 | Graham Hill          | Lola-Ford         | 43     | Motor            | 19          |        |
| NF      | 20 | Arturo Merzario      | Iso Marlboro-Ford | 37     | Ongeluk          | 7           |        |
| NF      | 19 | Jochen Mass          | Surtees-Ford      | 35     | Versnellingsbak  | 18          |        |
| NF      | 37 | François Migault     | BRM               | 27     | Motor            | 22          |        |
| NF      | 2  | Jacky Ickx           | Lotus-Ford        | 26     | Remmen           | 5           |        |
| NF      | 1  | Ronnie Peterson      | Lotus-Ford        | 23     | Motor            | 2           |        |
| NF      | 30 | Chris Amon           | Amon-Ford         | 22     | Remmen           | 23          |        |
| NF      | 8  | Rikky von Opel       | Brabham-Ford      | 14     | Olielek          | 24          |        |
| NF      | 7  | Carlos Reutemann     | Brabham-Ford      | 12     | Spin             | 6           |        |
| NF      | 14 | Jean-Pierre Beltoise | BRM               | 2      | Motor            | 11          |        |
| NQ      | 27 | Guy Edwards          | Lola-Ford         |        |                  |             |        |
| NQ      | 21 | Tom Belsø            | Iso Marlboro-Ford |        |                  |             |        |

## Statistieken
| Pole-position | Niki Lauda | Ferrari | 1:18.44 |
| Snelste ronde | Niki Lauda | Ferrari | 1:20.83 |

## Noot
- Dit was het debuut van de Spaanse coureur Jorge de Bagration.
- Eerste snelste ronde en eerste Grand Prix-winst voor Niki Lauda.

1913 · 1923 · 1926 · 1927 · 1933 · 1934 · 1935 · 1951 · 1954 · 1967 · 1968 · 1969 · 1970 · 1971 · 1972 · 1973 · 1974 · 1975 · 1976 · 1977 · 1978 · 1979 · 1980 · 1981 · 1986 · 1987 · 1988 · 1989 · 1990 · 1991 · 1992 · 1993 · 1994 · 1995 · 1996 · 1997 · 1998 · 1999 · 2000 · 2001 · 2002 · 2003 · 2004 · 2005 · 2006 · 2007 · 2008 · 2009 · 2010 · 2011 · 2012 · 2013 · 2014 · 2015 · 2016 · 2017 · 2018 · 2019 · 2020 · 2021 · 2022 · 2023 · 2024 · 2025 · 2026